# Tempo di uccidere (Flaiano)
Tempo di uccidere è l'unico romanzo scritto da Ennio Flaiano, pubblicato dalla casa editrice Longanesi nel maggio 1947 e vincitore lo stesso anno della prima edizione del premio Strega,. 
Il romanzo fu accolto dalla critica con generale entusiasmo, nonostante fosse lontano dai caratteri neorealisti predominanti in quel periodo. Per la sua atmosfera fortemente allegorica, venne paragonato alle opere esistenzialiste di Albert Camus e Jean-Paul Sartre. La sua originale inventiva onirica basata sull'assurdo lo colloca, insieme ad alcuni testi di Tommaso Landolfi, Dino Buzzati e Alberto Savinio, fra le più importanti opere italiane rappresentative di un filone letterario non oggettivo e rivolto agli aspetti surreali del narrare.

## Genesi e temi
Il volume rappresenta un unicum nella carriera di Flaiano, che nel corso della sua attività letteraria pubblicò diversi testi brevi, articoli e critiche letterarie, ma mai nessun altro romanzo.
Il romanzo venne presentato a Leo Longanesi agli inizi di marzo 1947 con il titolo Il coccodrillo (dopo aver scartato Il dente e La scorciatoia), ma per volere del suo editore Flaiano dovette cambiarlo per mandare alla stampa il testo, la cui tiratura venne ultimata a fine aprile 1947. Furono così rispettate le tempistiche richieste da Longanesi, il quale aveva domandato appena quattro mesi prima all'amico Flaiano di scrivere un romanzo che fosse pronto per la stampa in tempi rapidi. Fu inoltre Longanesi a insistere con fermezza che il romanzo partecipasse al premio Strega.
Ambientato durante la guerra d'Etiopia, il romanzo narra la storia di un ufficiale del Regio Esercito il quale, dopo un incontro intimo con una ragazza indigena, accidentalmente la uccide. Dopo aver scoperto che il turbante indossato dalla giovane era il segno di distinzione dei lebbrosi, il protagonista comincia una peregrinazione introspettiva piena di rimorsi e frustrazioni attraverso un'Etiopia che nella mente scossa del protagonista assume connotati fantasiosi, grotteschi e quasi mistici. Lo stesso Flaiano, nell'autunno del 1935 era stato imbarcato per l'Etiopia con il grado di sottotenente; di questa esperienza lasciò alcune lettere scritte all'amico Orfeo Tamburi e il diario Aethiopia, che presenta le caratteristiche letterarie e i toni ironici e distaccati che sarebbero stati più tardi ritrovati in Tempo di uccidere.

## Trama
Durante l'invasione italiana dell'Etiopia un ufficiale vaga verso l'altopiano etiopico alla ricerca di un dentista che curi il suo dolore a un dente. Tuttavia smarrisce l'orientamento e, dopo aver alternato momenti di sfiducia ad altri in cui si rincuora, convinto di essere sulla strada giusta, per poi perdere nuovamente la speranza, si ferma presso un fiume. Lì incontra una ragazza indigena che indossa il turbante e ha con lei un rapporto intimo. Mentre trascorre con lei la notte, nel tentativo di sparare a un animale, accidentalmente le procura una grave ferita. Sceglie così di ucciderla, un po' per pietà un po' per egoismo. Invaso dal rimorso, torna al campo base sulla costa e ottiene una licenza di quaranta giorni. Inizia un susseguirsi di vicissitudini che lo portano sull'altipiano, dove vede alcune ragazze che portano il turbante: gli viene spiegato da un collega che esse sono delle lebbrose, quindi intoccabili. Angosciato dalla possibilità di essere stato contagiato si reca da un medico, non però con l'intenzione di farsi visitare, preoccupato dal rischio di un lungo ricovero in un luogo così inospitale, bensì per ottenere informazioni sulla malattia. Trova poi un libro che descrive con esattezza le piaghe che sono comparse sulla sua mano, così che si convince di aver contratto anche lui la lebbra.
Spaventato dall'idea che il medico possa denunciarlo, decide di sparargli, ma sbaglia la mira e scappa via, certo che il medico lo denuncerà presto. Fugge allora fino a Massaua, porto da cui le navi salpano per l'Italia; tuttavia il terrore di essere trattenuto e accusato di tentato omicidio lo induce a nascondere la sua identità e a cercare un imbarco clandestino, per il quale però non ha abbastanza denaro. Fa così la conoscenza di un maggiore arricchitosi con i commerci illegali, che lo fa salire sul suo camion e insieme percorrono la strada verso l'altipiano. Durante il tragitto trova il modo di derubarlo e una volta sceso a terra, prima di fuggire, svita il dado che regge una ruota del veicolo, in modo da liberarsi di lui senza possibilità di essere accusato. Il piano però sembra non riuscire e il camion continua la sua corsa, gettando il soldato nella disperazione: alla possibile denuncia da parte del medico si sarebbe aggiunta quella di furto da parte del maggiore.
Resta così a vagare per la boscaglia, trovando rifugio in un piccolo villaggio dove vive solo un àscari, Johannes, ormai vecchio e stanco, rimasto per custodire i morti. Lì, dopo un inizio difficile e scontroso, i due iniziano una convivenza di precaria sopportazione reciproca, fino a quando il vecchio non cura le sue piaghe e lui, ormai stanco, decide di tornare al comando per costituirsi. Arrivatovi, racconta la sua storia scoprendo che nessuno l'aveva denunciato e che, essendo la sua licenza scaduta solo da poco, non era neppure da considerarsi un disertore. Formalmente, dunque, non pagherà per le sue azioni e con gli altri soldati prende mestamente la via del ritorno in Italia. Tuttavia la sua coscienza a tormentarlo per via delle denunce non ricevute ma che lui sente di meritare. Pare sopravvivere quindi alla lebbra, ma resta dentro di lui il dubbio che possa averla davvero contratta, perché tale malattia «per manifestarsi, richiede a volte dieci o vent'anni». 
Al proposito così si espresse Flaiano: «forse non si tratta più di lebbra, si tratta di un male più sottile e invincibile ancora, quello che ci procuriamo quando l'esperienza ci porta cioè a scoprire quello che noi siamo veramente. Io credo che questo sia non soltanto drammatico, ma addirittura tragico».

## Edizioni
- Tempo di uccidere, Collana La Gaja Scienza n.21, Milano, Longanesi, maggio 1947,  p. 385. - ed. riveduta, Longanesi, 1954; ed. corretta, Longanesi, 1964; Collana I Libri Pocket, Longanesi, 1966 [con numerosi refusi].
- Tempo di uccidere, ed. nuovamente corretta dall'Autore, Prefazione di Maria Bellonci, I Grandi Premi Letterari. Il Premio Strega, Milano, Club degli Editori, 1968.
- Tempo di uccidere, Opere di E. Flaiano a cura di Giulio Cattaneo e Sergio Pautasso, Collana La Scala, Milano, Rizzoli, 1973,  p. 272.
- Tempo di uccidere, Introduzione di Sergio Pautasso, Collana BUR, Milano, Rizzoli, gennaio 1980,  p. 273.
- Tempo di uccidere, Postfazione di Sergio Pautasso, Collana La Scala, Milano, Rizzoli, 1989, ISBN 88-17-66351-4; Collana Oscar Classici Moderni n.83, Milano, Mondadori, dicembre 1993, ISBN 978-88-043-7822-8.
- Tempo di uccidere. Con il Taccuino d'Etiopia e scelta di aforismi, Introduzione e cura di Anna Longoni, Collana Letture, Milano, Bompiani per le Scuole Superiori, 1992, ISBN 978-88-450-4246-1.
- Tempo di uccidere, Prefazione di Paolo Mieli, Collana I Grandi Romanzi Italiani n.27, Milano, RCS Quotidiani, 2003.
- Tempo di uccidere, Prefazione di Maria Bellonci, Nota biografica di Roberto Alciati, Collana Premi Strega, Torino, UTET, 2006,  p. 332, ISBN 88-02-07437-2.
- Tempo di uccidere, Collana Contemporanea, Milano, BUR, 2013,  p. 312, ISBN 978-88-17-06708-9.
- Tempo di uccidere, a cura di Anna Longoni, Collana Fabula n.360, Milano, Adelphi, 2020, ISBN 978-88-459-3515-2. [ed. tenuta sul testo dell'edizione 1968 per Club degli Editori, emendato da refusi, già apparso in Opere scelte. 1947-1972, collezione Classici, Bompiani, 1990 e in Opere scelte, collezione La Nave Argo, Adelphi, 2010]

## Opere derivate

### Film
- 1989 – Tempo di uccidere, regia di Giuliano Montaldo

### Altri media
- L'ultima traccia dell'album Liberamente tratto... del gruppo musicale italiano Legittimo Brigantaggio è intitolata Tempo di uccidere ed è ispirata al romanzo.